# ضريب صلب

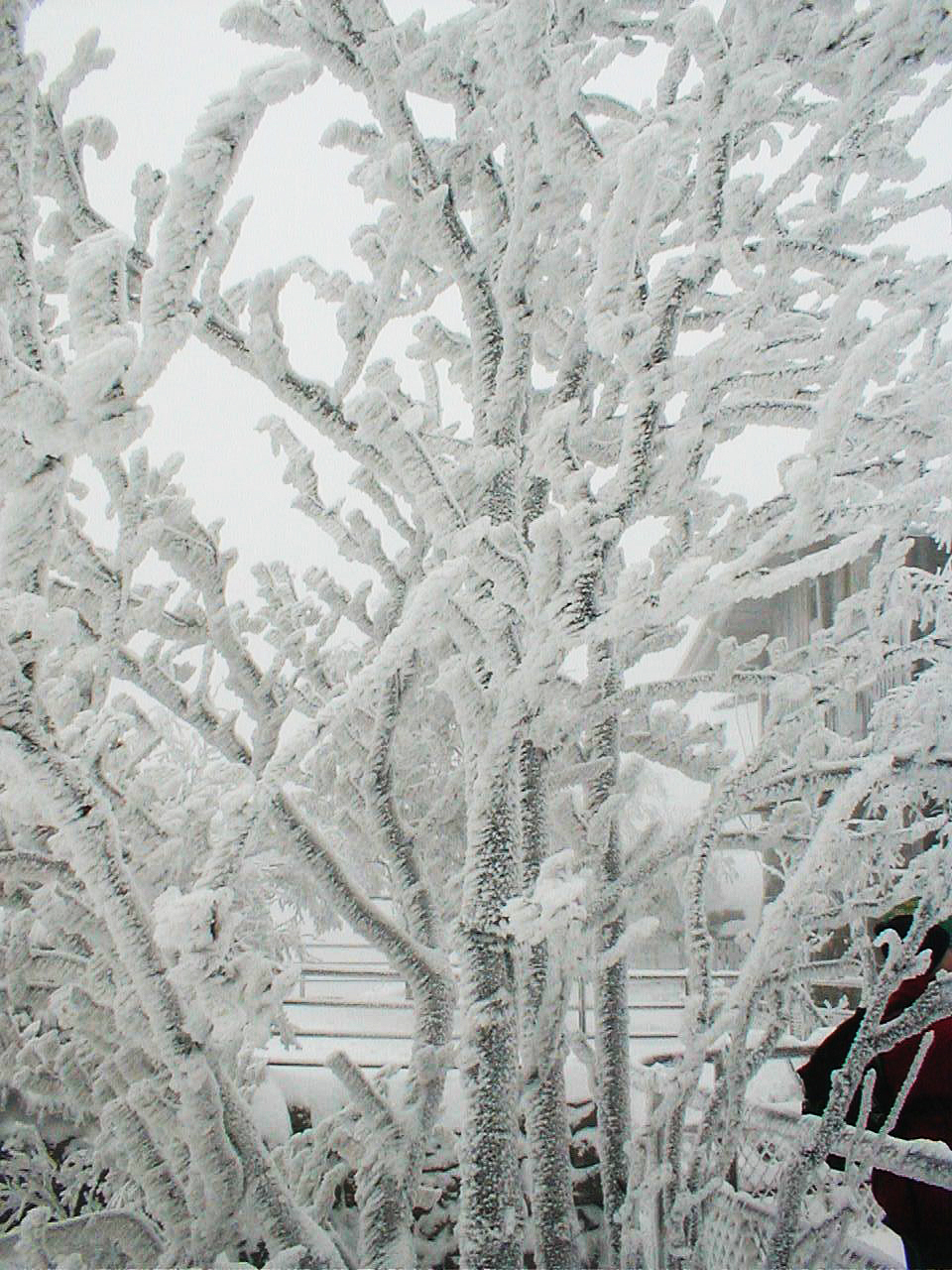
صورة مقربة لضريب على شجرةٍ

الصَّريد أو الضريب الصلب هو جليد أبيض يتكون من تجمد قطرات الماء في الضباب على الأسطح الخارجية للأشياء. وغالبا ما يوجد على الأشجار الواقعة في قمم الجبال والتلال شتاءً، وعندها تولد السحب المنخفضة ضباب متجمد.ويتجمد هذا الضباب في جانب اتجاه الريح (المواجة للريح) من فروع الأشجار والمباني، أو أي أجسام صلبة أخرى، وعادة مع سرعات عالية للرياح ودرجات حرارة بين -2 و -8 °درجة سيليزيّة أو  (28.4 و 17.6 ° فهرنهايت).